# Askarel
Askarel è un termine generico usato per indicare oli isolanti ignifughi usati nei trasformatori e nei condensatori. Tali oli sono costituiti principalmente da miscele di PCB, spesso è anche presente il policlorobenzene.
Con la messa al bando dei PCB, questi prodotti non sono più in commercio.
Ogni produttore dava nomi commerciali a queste miscele, alcuni dei principali sono riportati in tabella.
| Prodotto                 | Azienda                 | Paese          |
| ------------------------ | ----------------------- | -------------- |
| Aroclor, Therminol       | Monsanto                | Stati Uniti    |
| Interteen                | Westinghouse Electric   | Stati Uniti    |
| Pyranol, Pyrenol         | General Electric        | Stati Uniti    |
| Chlorextol               | Allis-Chalmers          | Stati Uniti    |
| Dykanol                  | Cornell-Dubilier        | Stati Uniti    |
| Noflamol                 | Wagner Electric         | Stati Uniti    |
| Sovol, Sovtol            | Orgsteklo, Orgsintez    | URSS, Russia   |
| Kanechlor                | Kanegafuchi             | Giappone       |
| Santotherm               | Mitsubishi              | Giappone       |
| Clophen                  | Bayer                   | Germania Ovest |
| Orophene                 | Deutsche Soda Verkm-VEB | Germania Est   |
| Pyralene, Phenoclor      | Prodolec                | Francia        |
| Fenclor, Apirolio        | Caffaro                 | Italia         |
| Delorene, Delor, Hydelor | Chemko                  | Cecoslovacchia |

Altri nomi commerciali e sinonimi di miscele di oli askarel sono: Abestol, Aceclor, Adkarel, ALC, Apirorlio, Areclor, Arochlor, Arochlors, Arubren, Asbestol, Ask, Askarel, Askael, Auxol, Bakola, Biclor, Blacol, Biphenyl, Cloresil, Chloretol, Chlorfin, Chlorinal, Chlorinol, Chlorodiphenyl, Chlorofen, Chlorphen, Chorextol, Chorinol, Clophen, Clophenharz, Cloresil, Clorinal, Clorphen, Crophene, Delofet O-2, Del, Delorit, Delotherm DK/DH, Diaclor, Diarol, Dicolor, Diconal, Disconon, DK, Ducanol, Duconal, Duconol, Dyknol, Educarel, EEC-18, Elaol, Electrophenyl, Elemex, Elinol, Eucarel, Euracel, Fenchlor, Fenocloro, Gilotherm, Hexol, Hivar, Hydol, Hydrol, Hyrol, Hyvol, Inclor, Inertenn, Kaneclor, Kennechlor, Kenneclor, Leromoll, Magvar, MCS 1489, Montar, Monter, Nepoli, Nepolin, Niren, No-Flamol, Non-Flamol, Olex-sf-d, Pheaoclor, Phenochlor, Plastivar, Prodelec, Pydraul, Pyraclor, Pyroclor, Pyrochlor, Pyronol, Safe-T-Kuhl, Saft-
Kuhl, Saf-T-Kohl, Saf-T-Kuhl, Santosol, Santothern, Santovac, Sat-T-America, Siclonyl, Solvol, Sorol, Soval, Sovtol, Tarnol, Terphenychlore, Therminal, Turbinol